# فرنسيس د. وينستون
فرنسيس د. وينستون (بالإنجليزية: Francis D. Winston)‏ هو قاضي ومحامي وسياسي أمريكي، ولد في 2 أكتوبر 1857 في مقاطعة بيرتي في الولايات المتحدة، وتوفي في 26 يناير 1941. حزبياً، نشط في الحزب الجمهوري. وقد انتخب عضو مجلس ولاية كارولاينا الشمالية وانتخب عضو مجلس نواب كارولينا الشمالية.